# Pedro Perete

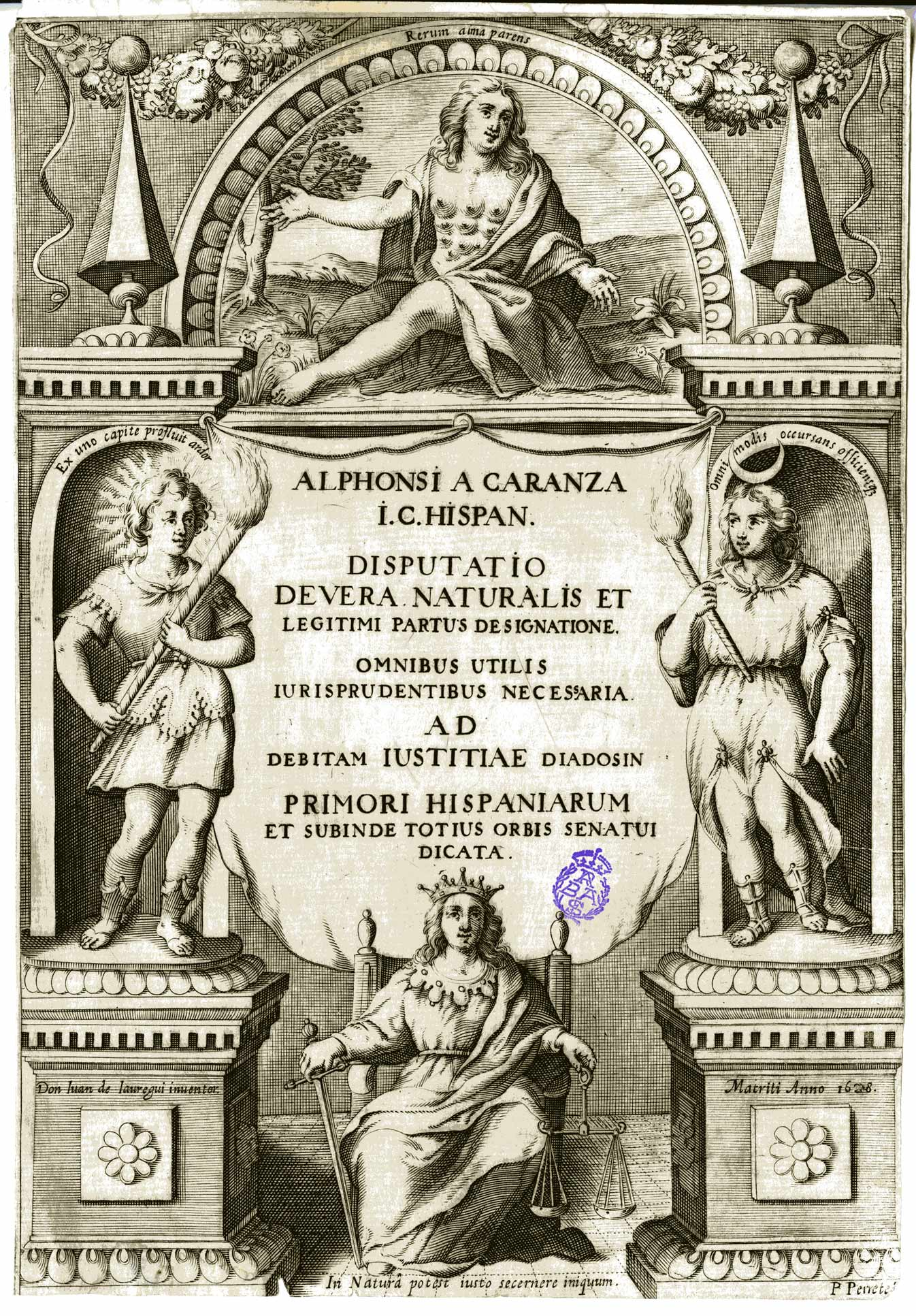
Portada de Disputatio de vera naturalis et legitimi partus designationes... Alphonsi a Carranza. Don Iuan de Iauregui inventor Matriti Anno 1628; P Perrete f..

Pedro Perete (Madrid, 1608-Madrid, 1639) fue un grabador y pintor barroco español, hijo y discípulo del grabador flamenco Pedro Perret cuyo apellido castellanizó. 
Ignorado por Ceán Bermúdez, que atribuyó al padre todas las estampas indistintamente firmadas Perret o Perete, la personalidad de Pedro Perete sólo en fechas recientes ha comenzado a ser reconocida.

## Biografía
Hijo de Pedro Perret y de la portuguesa Isabel de Faria, nació en Madrid en 1608 según la Información de calidad, nacimiento y legitimidad formada para su admisión como archero. En 1622 Perret padre recibió de Felipe IV una ayuda de costa de 200 ducados «con cargo de enseñar su arte con toda perfección a un hijo suyo que ha empezado a aprenderla». La muerte del padre en 1625 debió de suponer la ruina familiar, pues Pedro y su hermana Josefa se vieron obligados a solicitar al rey otra ayuda alegando los muchos años de servicio del difunto y su mucha necesidad.
Huérfano con diecisiete años, parece probable que su formación como grabador la completase en el taller de Cornelis de Beer, que en la citada información sobre el linaje de Perete, iniciada en 1632, declaró que lo había tenido en su casa cinco años, añadiendo que era «birtuoso y de buenas costumbres, digno de qualquier merced». No consta, con todo, que llegase a entrar en la guardia pues en 1637 todavía se le mencionaba en una lista de aspirantes y declaró haber pedido a Flandes sus informaciones, «aunque él nunca ha salido de España ny sabe las lenguas».
Aunque en la documentación aparece citado frecuentemente como pintor y raramente se le da el título de grabador, son sus grabados lo que mejor se conoce de su trabajo. De su etapa de formación y un año anterior a la muerte de su padre es su primera obra conocida, de la que solo se conoce un ejemplar sacado a subasta en 2024 y adquirido por la Fundación de Amigos del Museo del Prado para su donación al Gabinete de Dibujos, Estampas y Fotografías del museo: un San Jerónimo fechado en 1624, copia invertida de una estampa de Pieter de Jode I. En 1627 fechó una Anunciación a los pastores, copia de una pintura de Jacopo Bassano conservada en la Accademia di San Luca de Roma, obra muy estimada y copiada desde el primer momento, de la que abrió un grabado Aegidius Sadeler II con la composición invertida, que pudo ser el seguido por Perete en su reproducción del motivo (Biblioteca Nacional de España).

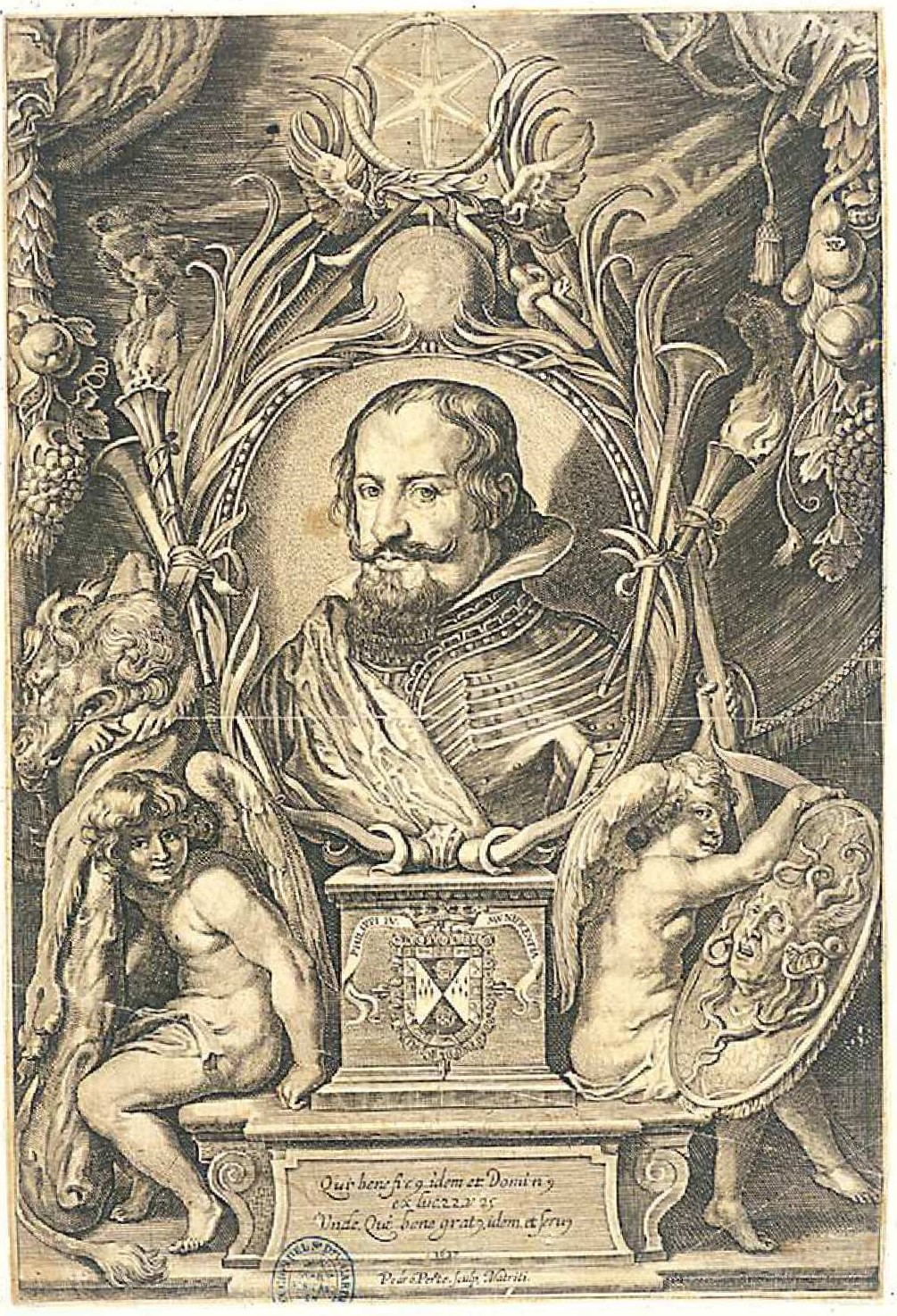
Retrato de Gaspar de Guzmán, conde duque de Olivares, 1637. Talla dulce, firmada Pedro Perete Sculp. Matriti. Biblioteca Nacional de España IH/4219-6

De 1628 son la alegoría con los retratos de Felipe I, Carlos V y Felipe II según dibujo de Cornelis de Beer, y la portada y anteportada de la obra de Alfonso Carranza, Disputatio de vera naturalis et ligitimi partus designatione..., con el retrato del autor y versos alegóricos de Juan de Jáuregui. Su obra más conocida, que firmó ya como grabador de cámara, son las ilustraciones del Origen y dignidad de la caza de Juan Mateos, ballestero de Felipe IV, impresa en Madrid en 1634, con el retrato del autor en portada arquitectónica, el retrato ecuestre del conde-duque de Olivares, independiente del modelo velazqueño, y una ilustración interior representando una tela de jabalíes, hecha por dibujo de Francisco Collantes. Dignas de mención son también las estampas dedicadas a la vida religiosa incluidas en la obra de Juan de Palma, Vida de la sereníssima infanta sor Margarita de la Cruz, religiosa descalza de Sta. Clara, impresa en Madrid, 1636, en la Imprenta Real, con una estampa de anteportada representando a la religiosa, acompañada por las alegorías de la Pobreza y la Oración, y un retrato de Felipe IV, tras las aprobaciones, inspirado en uno de los retratos del monarca hechos por Velázquez.
De sus últimos años son una buena copia invertida del retrato del conde-duque de Olivares hecho por Rubens y grabado por Paulus Pontius «ex archetipo Velázquez», y los 18 bustos de héroes que se publicaron con la Ilustración del renombre de Grande de Juan Antonio de Tapia y Robles, impresa en Madrid en 1638, con un retrato del conde-duque de Olivares según Velázquez grabado por Herman Panneels.
De su trabajo como pintor se conocen únicamente dos lienzos con la parábola de Lázaro y el rico Epulón y la Resurrección de Lázaro, la primera firmada P. Peret, en el sotacoro de la Iglesia de El Salvador de Herrín de Campos (Valladolid). Por su testamento, fechado en Madrid el 21 de marzo de 1639, han llegado otras noticias de su actividad como pintor. En esta tarea aparece asociado con Pedro de Villafranca, discípulo suyo y su sucesor como grabador del rey, a quien debía 500 reales por obras de pintura que le había hecho, entre las que figuraban tres «lienços de batallas» de los doce que vendió a un tal Juan Gutiérrez Montañés, con quien tenía entablado un pleito para cobrarlos. Otros seis de esos lienzos habían sido pintados por un desconocido Miguel de Viejobueno. Agustín Gilimón de la Mota, oidor del Consejo de Castilla, le debía cierta cantidad por pinturas que le había hecho, no especificadas en el testamento, en el que también se citaban pintados de su mano y en poder del cura de la parroquia de San Luis, que le había prestado cuatrocientos reales, un San Bartolomé, un Ecce Homo, Nuestra Señora con dos niños y cuatro paisajes dejados en prenda.
Murió en Madrid el 8 de abril de 1639, en la calle del Príncipe, siendo enterrado en la parroquia de San Sebastián. Dejaba mujer, Serafina Guerra, y tres hijos, Jusepe, Juana y María, que casaría con Gregorio Fosman, grabador, discípulo de Pedro de Villafranca.